# Walter L. Weaver

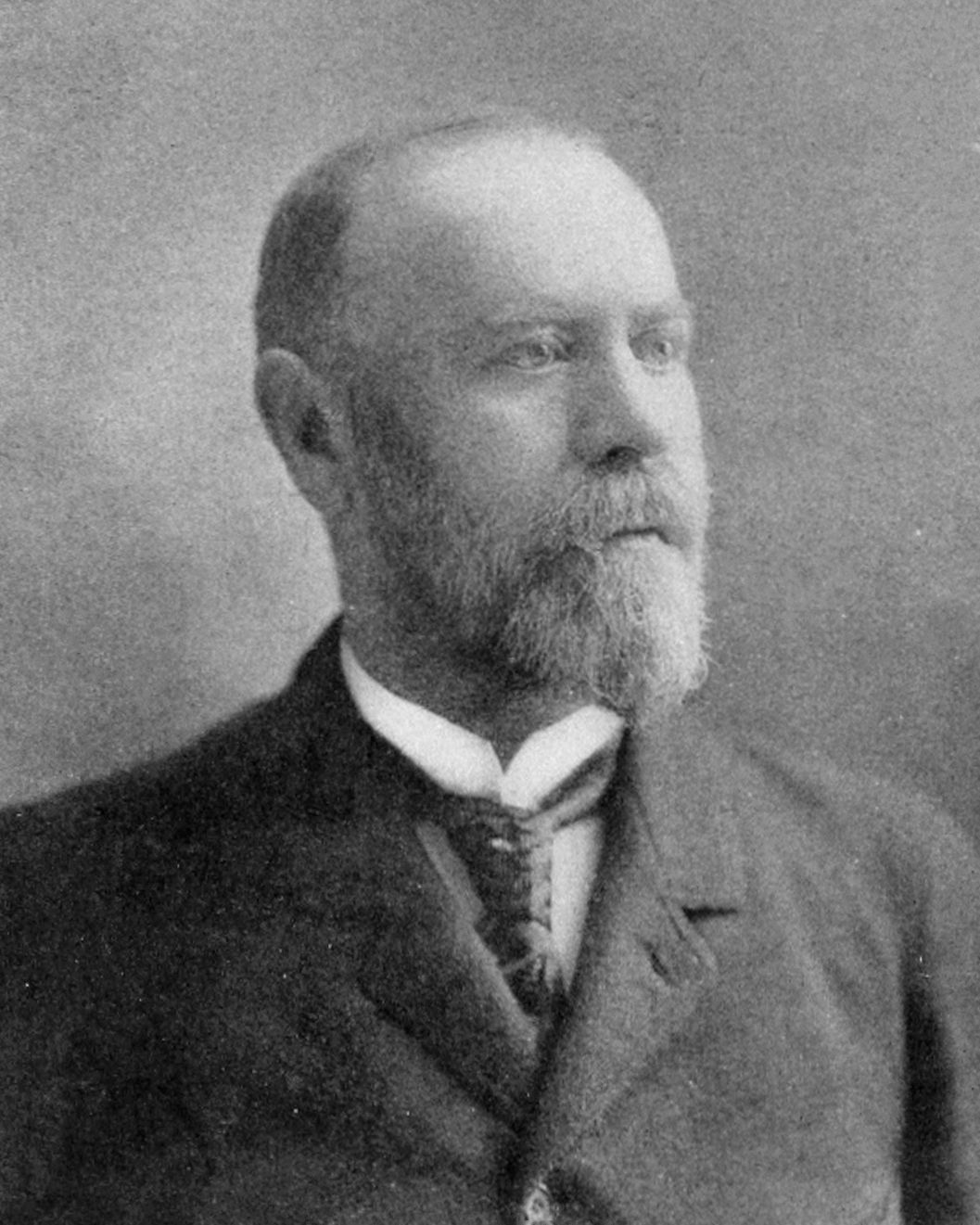
Walter L. Weaver

Walter Lowrie Weaver (* 1. April 1851 im Montgomery County, Ohio; † 26. Mai 1909 in Springfield, Ohio) war ein US-amerikanischer Politiker. Zwischen 1897 und 1901 vertrat er den Bundesstaat Ohio im US-Repräsentantenhaus.

## Werdegang
Walter Weaver besuchte die öffentlichen Schulen seiner Heimat und die Monroe Academy. Im Jahr 1870 absolvierte er das Wittenberg College in Springfield. Nach einem anschließenden Jurastudium und seiner 1872 erfolgten Zulassung als Rechtsanwalt begann er in Springfield in diesem Beruf zu arbeiten. In den Jahren 1874, 1880, 1882 und 1885 wurde er zum Staatsanwalt im Clark County gewählt. Politisch wurde er Mitglied der Republikanischen Partei.
Bei den Kongresswahlen des Jahres 1896 wurde Weaver im siebten Wahlbezirk von Ohio in das US-Repräsentantenhaus in Washington, D.C. gewählt, wo er am 4. März 1897 die Nachfolge von George Washington Wilson antrat. Nach einer Wiederwahl konnte er bis zum 3. März 1901 zwei Legislaturperioden im Kongress absolvieren. In diese Zeit fiel der Spanisch-Amerikanische Krieg von 1898. Seit 1899 leitete Weaver den Zweiten Wahlausschuss. (Committee on Elections No. 2). Im Jahr 1900 wurde er von seiner Partei nicht mehr zur Wiederwahl nominiert.
Zwischen 1902 und 1904 war Walter Weaver beisitzender Richter am Choctaw-Chickasaw Citizens’ Court in McAlester im heutigen Oklahoma. Danach kehrte er nach Springfield zurück, wo er wieder als Anwalt praktizierte. Dort ist er am 26. Mai 1909 auch verstorben.